# Europäische Chemikalienagentur
Die Europäische Chemikalienagentur (ECHA, englisch European Chemicals Agency) ist eine Behörde der EU, die nach der Verordnung (EG) Nr. 1907/2006 (REACH) vom 18. Dezember 2006 die technischen, wissenschaftlichen und administrativen Aspekte bei der Registrierung, Bewertung und Zulassung von Chemikalien regelt. Sie ist in Helsinki, Finnland, angesiedelt und gewährleistet unter anderem die Registrierung, Bewertung, Zulassung und Beschränkung chemischer Stoffe in einem einheitlichen Verfahren innerhalb der Europäischen Union.
ECHA nahm am 1. Juni 2007 ihre Arbeit auf. Die Agentur besteht aus mehreren Ausschüssen und einem Sekretariat, das die Ausschüsse administrativ sowie in wissenschaftlicher und technischer Hinsicht unterstützt. Sie nimmt die Registrierungsunterlagen der Hersteller und Importeure entgegen und prüft die eingereichten Unterlagen. Die ECHA wird von einer Direktorin (Sharon McGuinness) geführt und hat zurzeit 575 Mitarbeiter. Das oberste Steuerungsgremium ist der Verwaltungsrat, der aus Vertretern der Mitgliedsstaaten, der Europäischen Kommission, des Europäischen Parlaments und von Vertretern „interessierter Kreise“ (ernannt von der Europäischen Kommission) besteht (Art. 79 REACH). Die ECHA ist eine rechtlich selbstständige, unabhängige Regulierungsbehörde. Sie ist keine nachgeordnete Stelle der Europäischen Kommission.

## Funktionen
Für die Arbeit der ECHA zuständig ist das „Sekretariat“ (unter der Leitung des Direktors). Das Sekretariat
- erarbeitet zusammen mit den Behörden der Mitgliedstaaten Stellungnahmen zu den von den Stoffen ausgehenden Risiken sowie zu den sozioökonomischen Folgen anvisierter Maßnahmen zur Risikobegrenzung (Verbote, Beschränkungen, Zulassungen),
- bildet für den Vollzug und die Überwachung der Chemikaliensicherheit ein Netzwerk mit den Behörden der Mitgliedstaaten,
- unterhält eine zentrale Stoffdatenbank und erstellt Leitfäden zur Unterstützung der Unternehmen,
- entscheidet bei Zustimmung aller Mitgliedstaaten über die toxikologischen und ökotoxikologischen Untersuchungen, die zur Abklärung möglicher gefährlicher Stoffeigenschaften durchzuführen sind.

Gegen bestimmte Entscheidungen der ECHA kann bei einer Widerspruchskammer (Board of Appeal) Widerspruch eingelegt werden.
Die ECHA ist auch zuständig für den Vollzug weiterer EU-Rechtsakte:
- Verordnung über die Einstufung, Kennzeichnung und Verpackung von Stoffen und Gemischen (Verordnung (EG) Nr. 1272/2008 (CLP) vom 16. Dezember 2008)
- Verordnung über Biozidprodukten (Verordnung (EU) Nr. 528/2012 vom 22. Mai 2012)
- Verordnung über die Aus- und Einfuhr gefährlicher Chemikalien (Verordnung (EU) Nr. 649/2012 vom 4. Juli 2012; engl. PIC-Regulation für „Prior Informed Consent“), die das Rotterdamer Übereinkommen über den Handel mit gefährlichen Chemikalien in EU-Recht überführt.

## Datenbanken
Die ECHA unterhält verschiedene öffentlich zugängliche Datenbanken:
- EG-Inventar (EC Inventory)[4]
- Registrierte Stoffe[5]
- Vorregistrierte Stoffe[6]
- Einstufungs- und Kennzeichnungsverzeichnis (C&L Inventory)[7]
- Infokarten (InfoCards)[8]
- Kurzprofile (Brief Profiles)
- Wirkstoffe in Bioziden[9]
- Der PIC-Verordnung unterliegende Chemikalien[10]
- Anhang-III-Verzeichnis[11]
- Entscheidungen im Rahmen der Dossierbewertung[12]
- Beratung im Rahmen von Versuchsvorschlägen[13]
- Liste der CoRAP-Stoffe (Stoffbewertung gemäß dem CoRAP-Prozess)[14]
- Liste der für eine Zulassung in Frage kommenden besonders besorgniserregenden Stoffe[15] (SVHC: Substance of Very High Concern)
- Informationen zu Stoffen in Erzeugnissen auf der Kandidatenliste[16]
- Verzeichnis der zulassungspflichtigen Stoffe nach Anhang XIV der REACH-Verordnung[17]
- Stoffe, die gemäß REACH einer Beschränkung unterliegen
- RMO-Analyse (Regulatory Management Option Analysis, kurz RMOA)[18][19]
- ECHA-term – multilinguale Datenbank chemischer Begriffe[20]
- SCIP-Datenbank – Informationen über besonders besorgniserregende Stoffe in Erzeugnissen oder in komplexen Gegenständen

## Direktoren
- Geert Dancet: Januar 2008 – Dezember 2017[21]
- Bjørn Hansen: Januar 2018 – März 2022[22][23]
- Shay O’Malley (ad interim): März – November 2022[23]
- Sharon McGuinness: seit Dezember 2022[24]

## Kritik

### Forschungsprojekt des deutschen Bundesinstituts für Risikobewertung
2014 führte das deutsche Bundesinstitut für Risikobewertung das Forschungsprojekt REACH Compliance: Datenverfügbarkeit in REACH-Registrierungen durch, um die Qualität der von Herstellern und Importeuren eingereichten Daten zu untersuchen. In mehr als der Hälfte der überprüften Registrierungsdossiers fehlten demnach wichtige Angaben, anhand derer toxische Wirkungen auf Gesundheit und Umwelt bewertet werden können. 58 % der geprüften Dossiers erfüllten die Anforderungen der REACH-Verordnung in mindestens einem Punkt nicht. Hersteller und Importeure hatten häufig auf Ersatzdaten zu ähnlichen Stoffen zurückgegriffen; ungeeignete Risikobewertungen können zu einer hohen Unsicherheit bezüglich möglicher Risiken und schädlicher (Langzeit-)Wirkungen durch die betreffenden Chemikalien führen. Im Forschungsprojekt wurde jedoch nicht geprüft, ob die von den Herstellern und Importeuren genutzten Abweichungen von den Standarddaten ausreichend waren und angemessen begründet wurden.

### Interessenkonflikte
Im Kontext einer Pressemitteilung des Europäischen Rechnungshofs vom 11. Oktober 2012 wurde bekanntgegeben, dass die ECHA Interessenkonflikte nicht angemessen handhabe. Obgleich interne Vorgehensweisen und Verfahren für die Behandlung von Interessenkonflikten installiert worden sind, wurden „erhebliche Mängel“ bezüglich des Personals der Agentur und der Mitglieder der Widerspruchskammer festgestellt. Der Europäische Ombudsmann, P. Nikiforos Diamandouros, kam im Juni 2013 zu dem Schluss, dass die ECHA angemessene Schritte unternommen hat, diesbezügliche Vorschläge umzusetzen.